# Argeșelu
Argeșelu – wieś w Rumunii, w okręgu Ardżesz, w gminie Mărăcineni. W 2011 roku liczyła 1965 mieszkańców.